# Mihailo Lalić
Mihailo Lalić (crnogor. ćiril. Михаило Лалић 7. listopada 1914. – 30. prosinca 1992.) crnogorski književnik.

## Životopis
Prvi je dobitnik Njegoševe nagrade 1963. za roman "Lelejska gora". 
Njegova djela tematski su vezana za Crnu Goru tijekom Drugog svjetskog rata.
Po uvjerenju je bio marksist, a tijekom rata partizan. U svojim je romanima obradio crnogorske diobe i snažno osudio četnike. Tijekom rata Lalić je bio uhićen i jedno vrijeme boravio u logorima. 
Započeo je spisateljsku kao novinar u crnogorskom listu "Pobjeda" i knjigom pjesama "Stazama slobode (1948.). 
Prema predlošku njegovih romana, snimljeni su filmovi "Lelejska gora" (1968.), "Svadba" (1973.) i "Hajka".
Bio je članom SANU i Crnogorske akademije nauka i umjetnosti.

## Važnija djela

### Pripovijetke
Izvidnica (1948.),
Prvi snijeg (1951.),
Na mjesečini (1956.),
Posljednje brdo (1967.).

### Romani
Svadba (1950.),
Zlo proljeće (1953.),
Raskid (1955.),
Lelejska gora (1957., 1962.),
Hajka (1960., po predlošku romana snimljen 1977. istoimeni igrani film,
Pramen tame (1970.),
Ratna sreća (1973., roman nagrađen NIN-ovom nafradom)
Zatočnici (1976.),
Dokle gora zazeleni (1982.),
Gledajući dolje na drumove (1983.)
Odlučan čovjek (1990.).

## Vanjske poveznice
- Mihailo Lalić, "Lelejska gora", roman (crn.)
- Lalić, Mihailo Hrvatska enciklopedija
- Mihailo Lalić, SANU (srp.)
- Božo Koprivica, Krleža našijeh strana  Arhivirana inačica izvorne stranice od 18. svibnja 2021. (Wayback Machine), Vreme 1251-1252/2014. (srp.)